# Ribat de Monastir
Le ribat de Monastir (arabe : رباط المنستير) est une forteresse tunisienne située au bord de la mer Méditerranée, dans la ville de Monastir.
Considéré comme le ribat le plus ancien et le plus important du Maghreb, il est regardé comme le monument phare de Monastir.

## Histoire

Plan du ribat de Monastir avec les agrandissements au cours des siècles.

Édifié en 796 par le général abbasside et gouverneur de l'Ifriqiya, Harthimâ Ibn A’yûn, il est agrandi du côté septentrional sous le règne des Aghlabides (IXe siècle) puis du côté méridional sous le règne de la dynastie fatimide, vers 966. Par la suite, des travaux effectués vers 1424, à l'époque hafside, augmentent notablement sa superficie pour atteindre 4 200 m2. Du XVIIe au XVIIIe siècle, de nombreux contreforts ainsi que des tours et des bastions polygonaux et circulaires sont ajoutés à l'édifice pour accueillir des pièces d'artillerie. Dès le Xe siècle, le voyageur, géographe et chroniqueur arabe Ibn Hawqal soutient que l'édifice est le plus grand ribat de l'Ifriqiya.

Au cours du XIe siècle, le géographe et historien andalou Al-Bakri laisse sur le ribat de Monastir la description suivante : 
« C'est une forteresse très élevée et solidement bâtie. Au premier étage, au-dessus du sol, se trouve une mosquée où se tient continuellement un cheikh, rempli de vertu et de mérite, sur lequel repose la direction de la communauté. »
La ville de Monastir est touchée par deux séismes d'une magnitude de 4 puis de 3,6 degrés sur l'échelle de Richter, les 18 et 19 octobre 2013. Des pans supérieurs du mur d'enceinte subissent alors des dégâts.

## Bâtiment
Le complexe que l'on peut admirer de nos jours résulte d'une longue évolution où agrandissements et transformations se sont succédé. Le noyau primitif de l'édifice présente à l'origine un plan régulier avec des façades massives accompagnées aux angles de tours cylindriques dont une tour vigie située au sud-est. La cour est bordée de galeries sur lesquelles s'ouvrent plusieurs pièces.

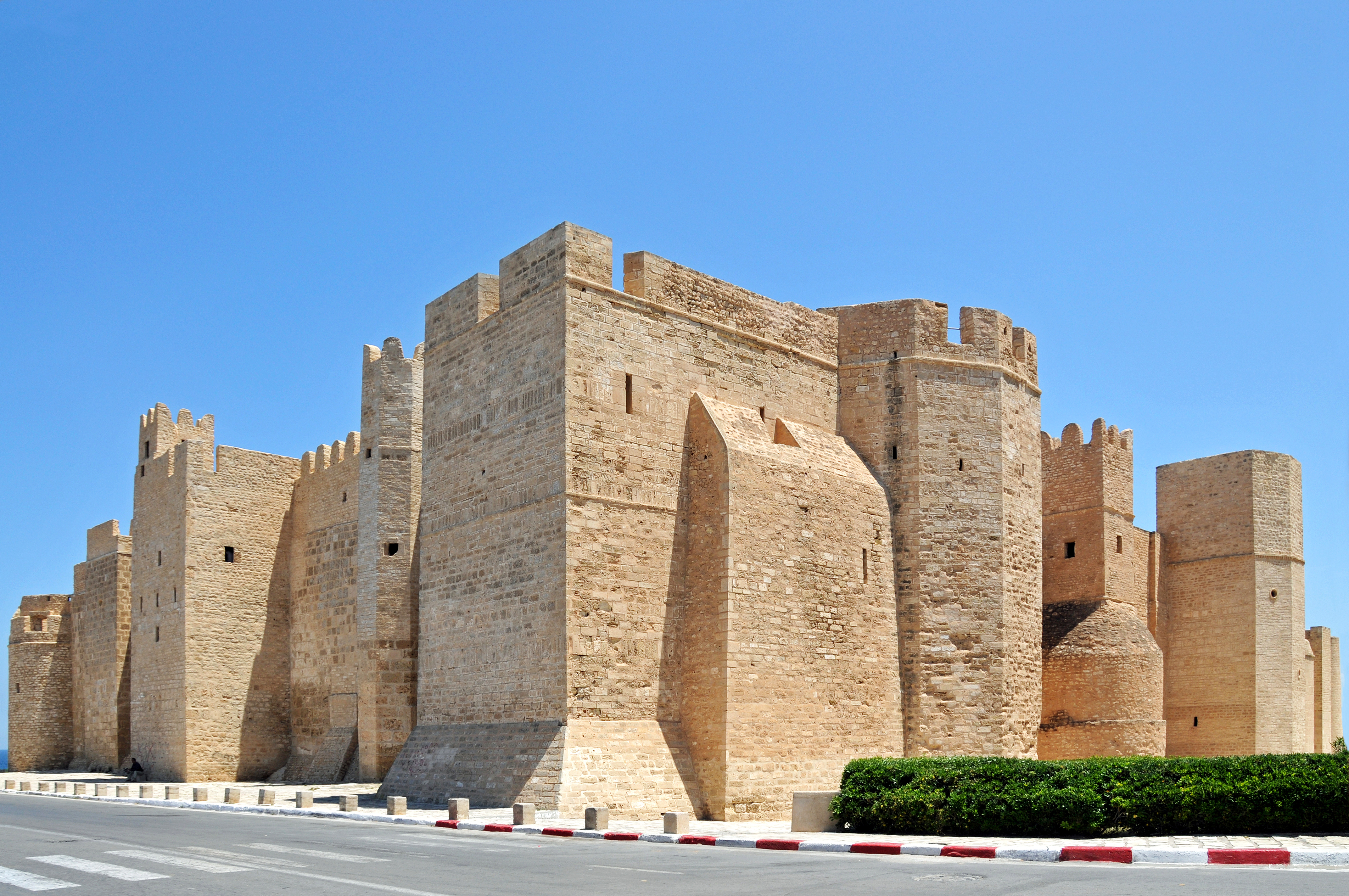
Vue des murs extérieurs et des tours.

De ce ribat primitif subsistent l'aile méridionale qui comporte le porche d'entrée, la tour sud-ouest, la tour vigie couronnée par un garde-corps crénelé et la salle de prière qui se trouve à l'étage.
Au cours du Xe siècle, l'agrandissement du bâtiment est matérialisé par l'ajout d'un pavillon séparé de la façade primitive par une courette et renfermant à l'étage un oratoire voûté en berceau qui est divisé en sept nefs perpendiculaires au mur de la qibla et deux travées ; sur des piliers cruciformes reposent des arcs en plein cintre et en anse de panier.
À l'époque hafside, les défenses du monument sont renforcées pour faire face aux menaces d'invasions, œuvre qui est poursuivie sous le règne de Hussein II Bey (1824-1835) qui restaure l'ensemble de l'édifice avec l'adjonction de tours et de bastions.

## Musée
Le ribat abrite, depuis le 5 août 1958, un musée des arts islamiques situé au premier étage de l'aile sud. Recevant annuellement près de 100 000 visiteurs, il comporte des centaines d'œuvres notamment des fragments de bois sculpté provenant de la grande mosquée de Kairouan, des stèles funéraires en marbre, des céramiques lustrées, des feuilles manuscrites du Coran, des verreries ainsi que des pièces de monnaie en or ou en argent.

Musée des arts islamiques
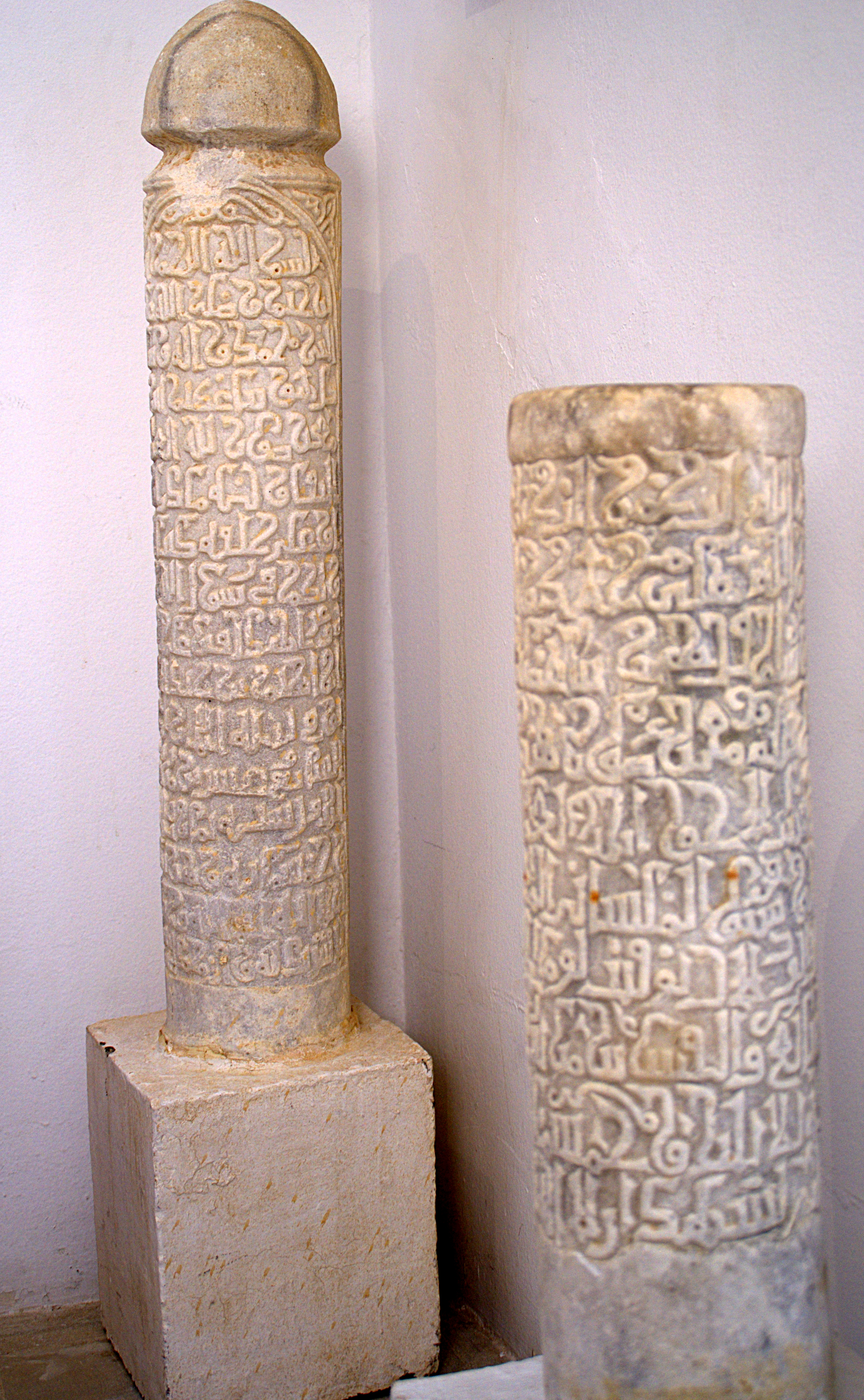
Stèles funéraires épigraphique.
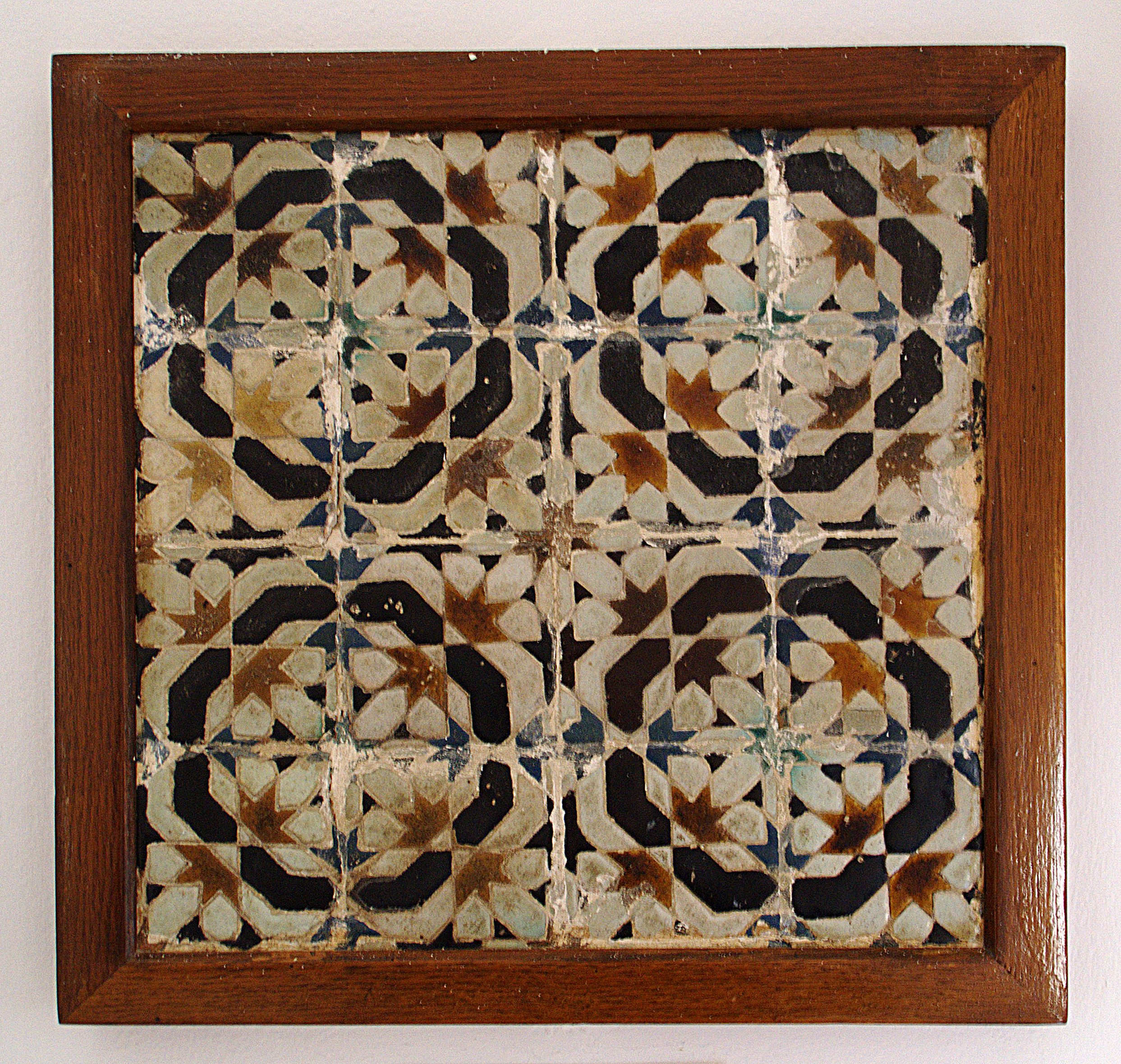
Carreaux de céramique.
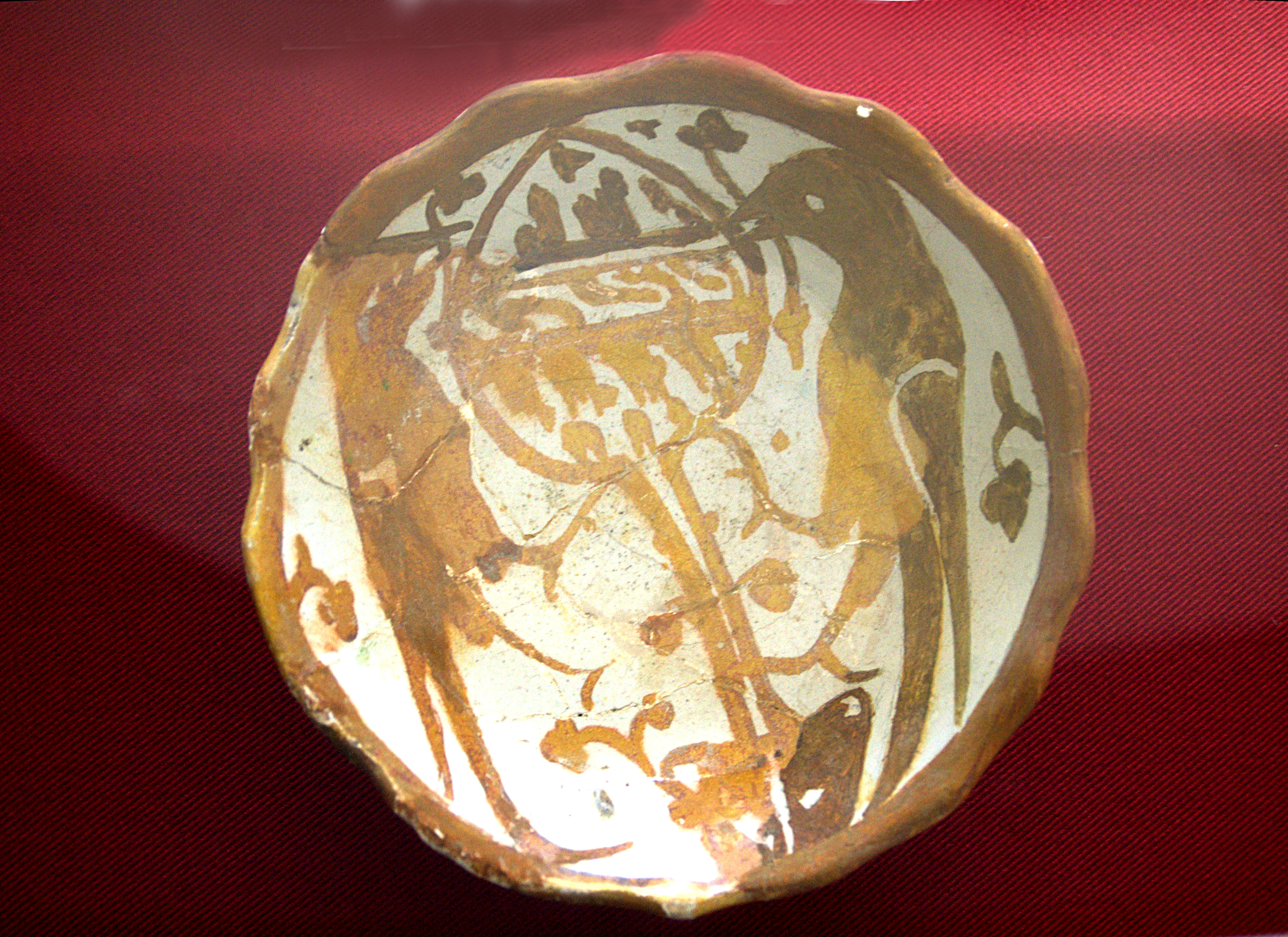
Poterie ornée d'une représentation d'oiseaux.

## Galerie

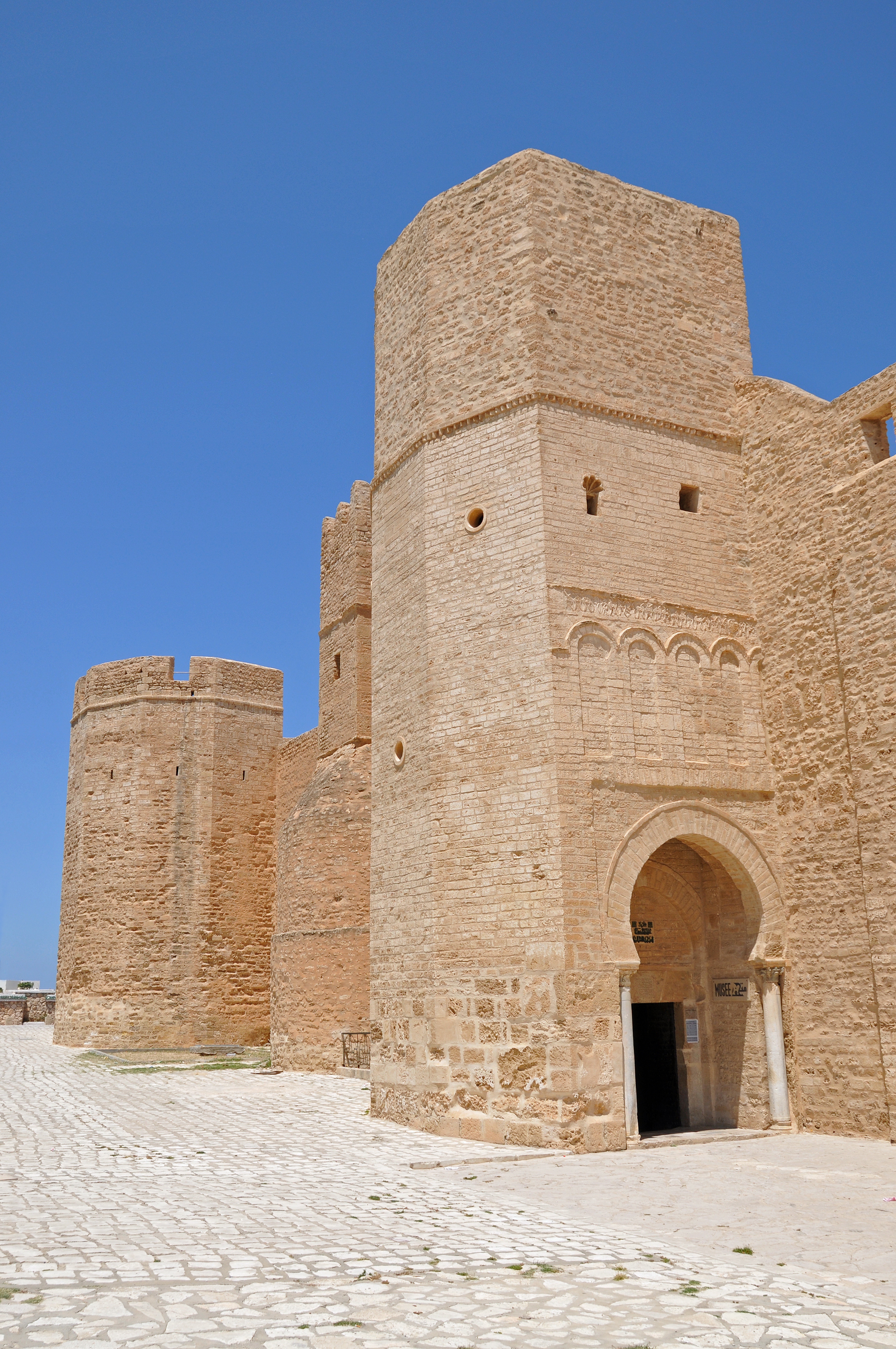
Vue de l'entrée principale dans l'une des tours du ribat.
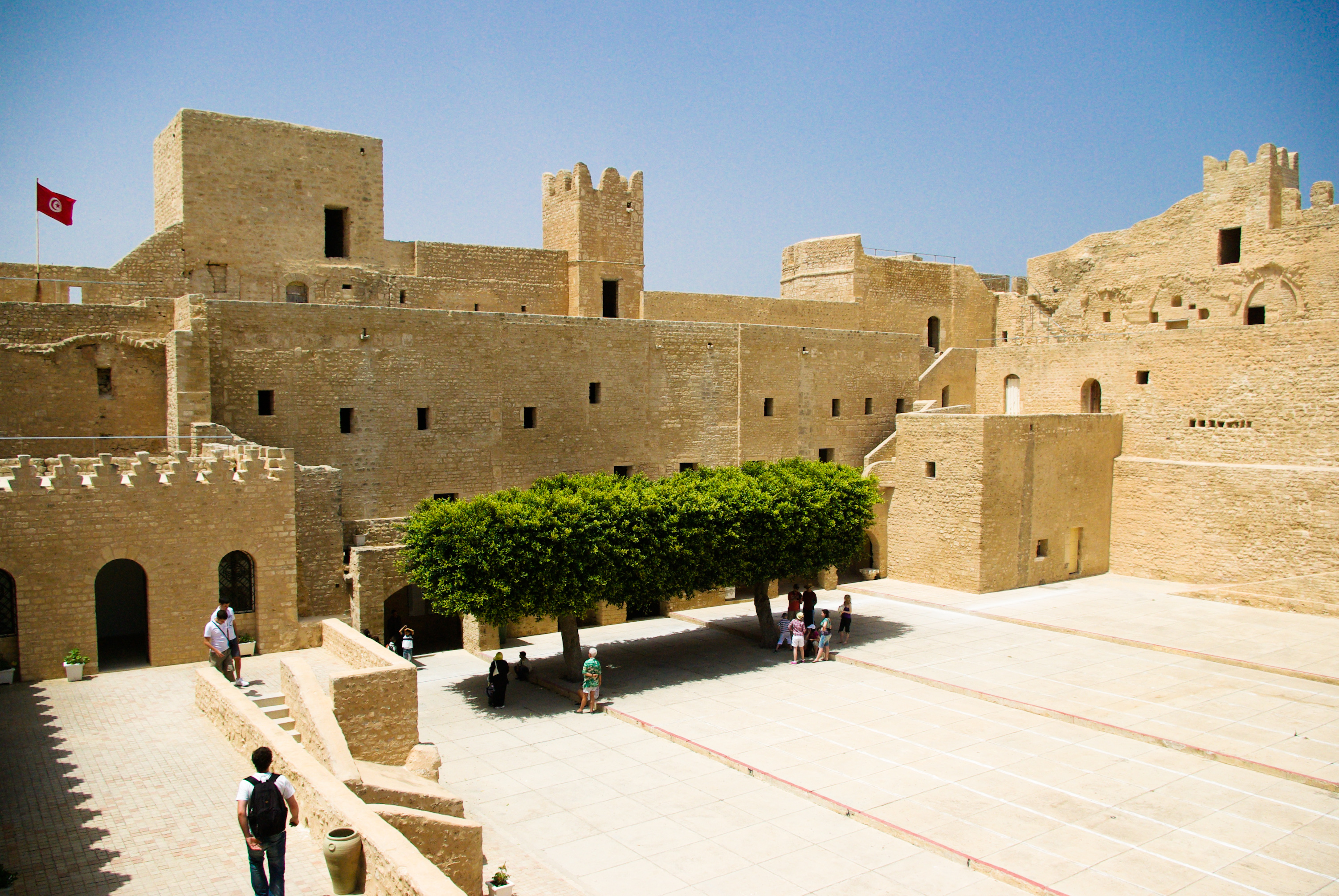
Vue de la vaste cour intérieure.
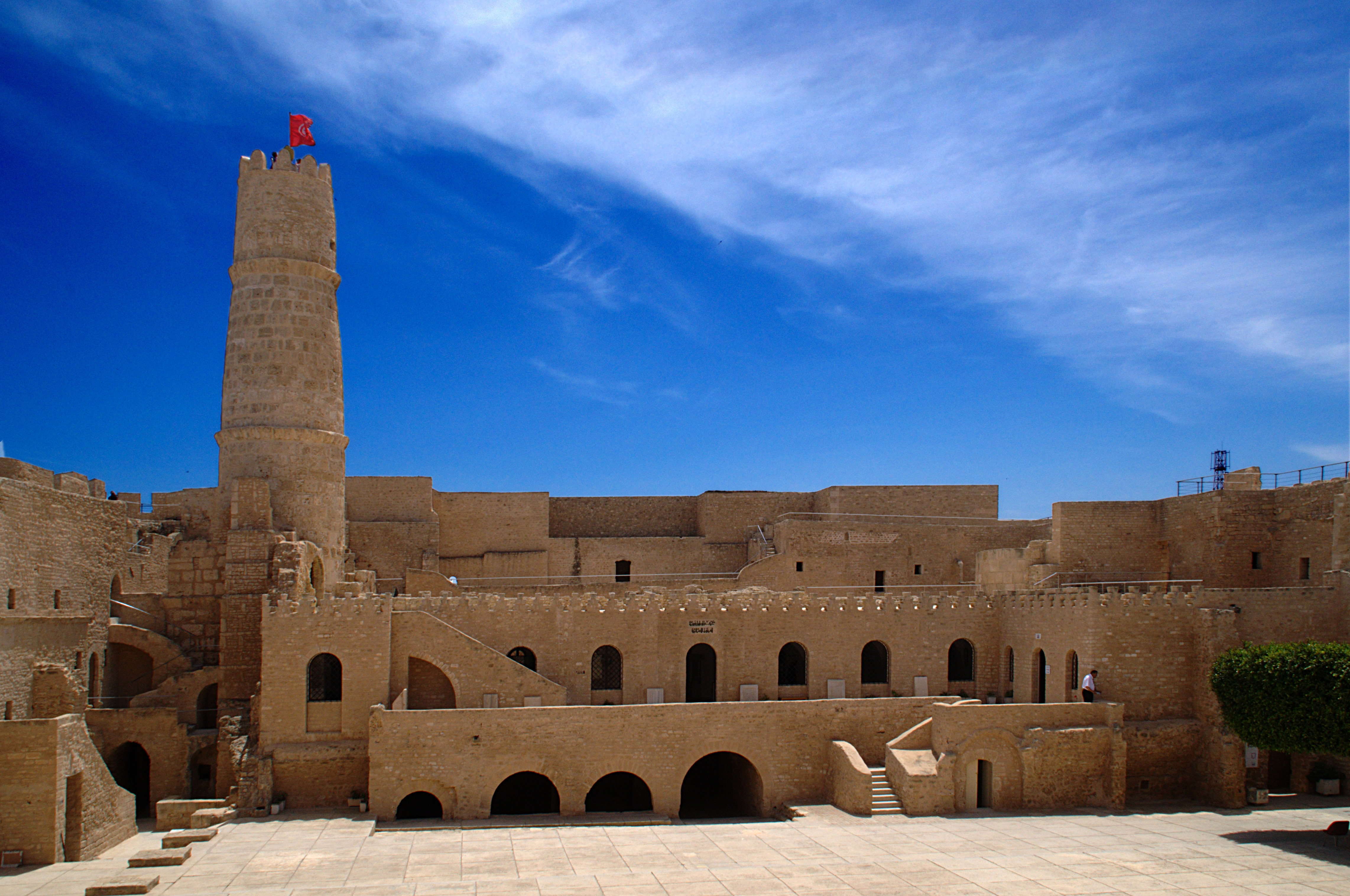
Vue du musée et de la tour vigie depuis la cour.
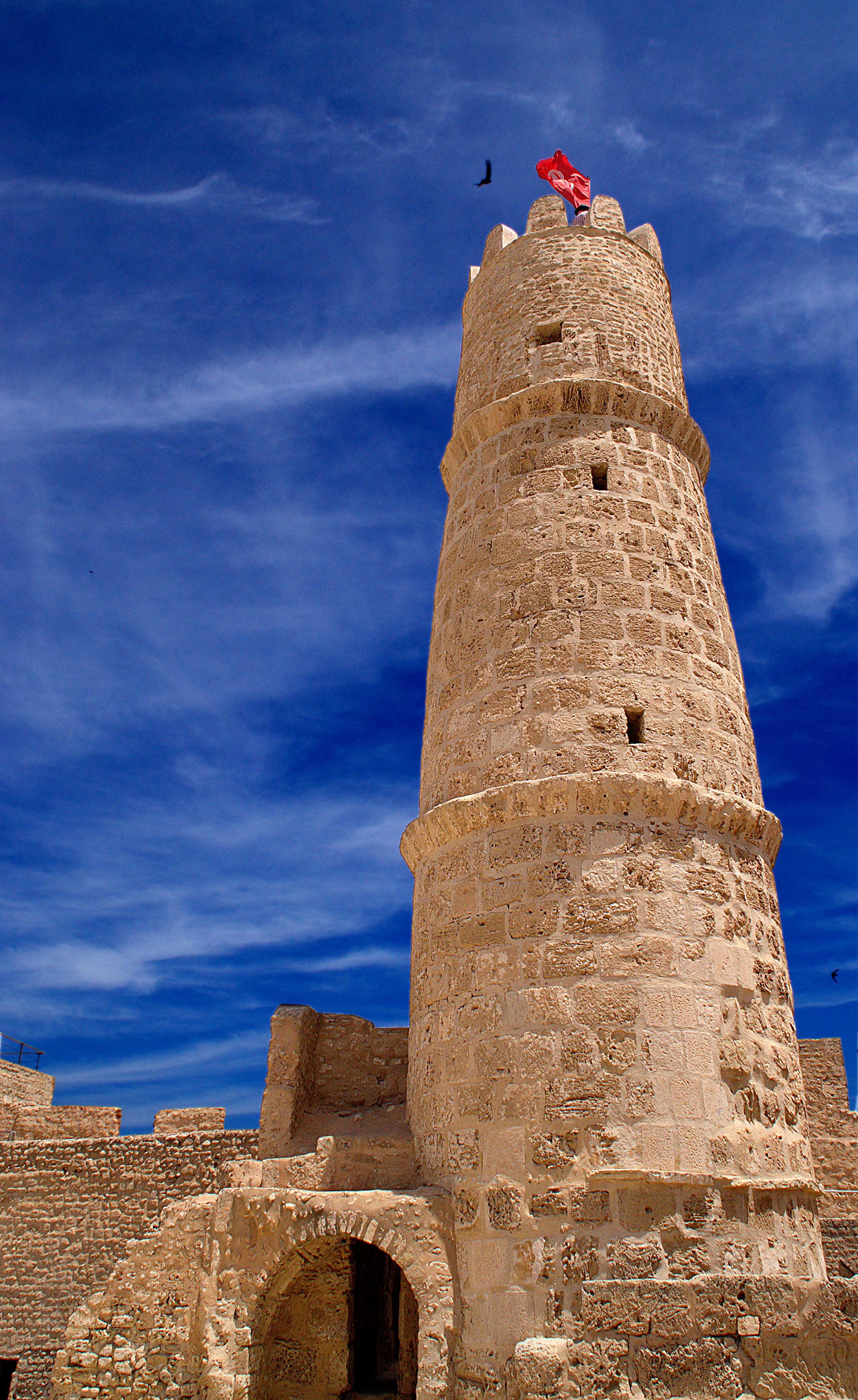
Gros plan sur la tour vigie.
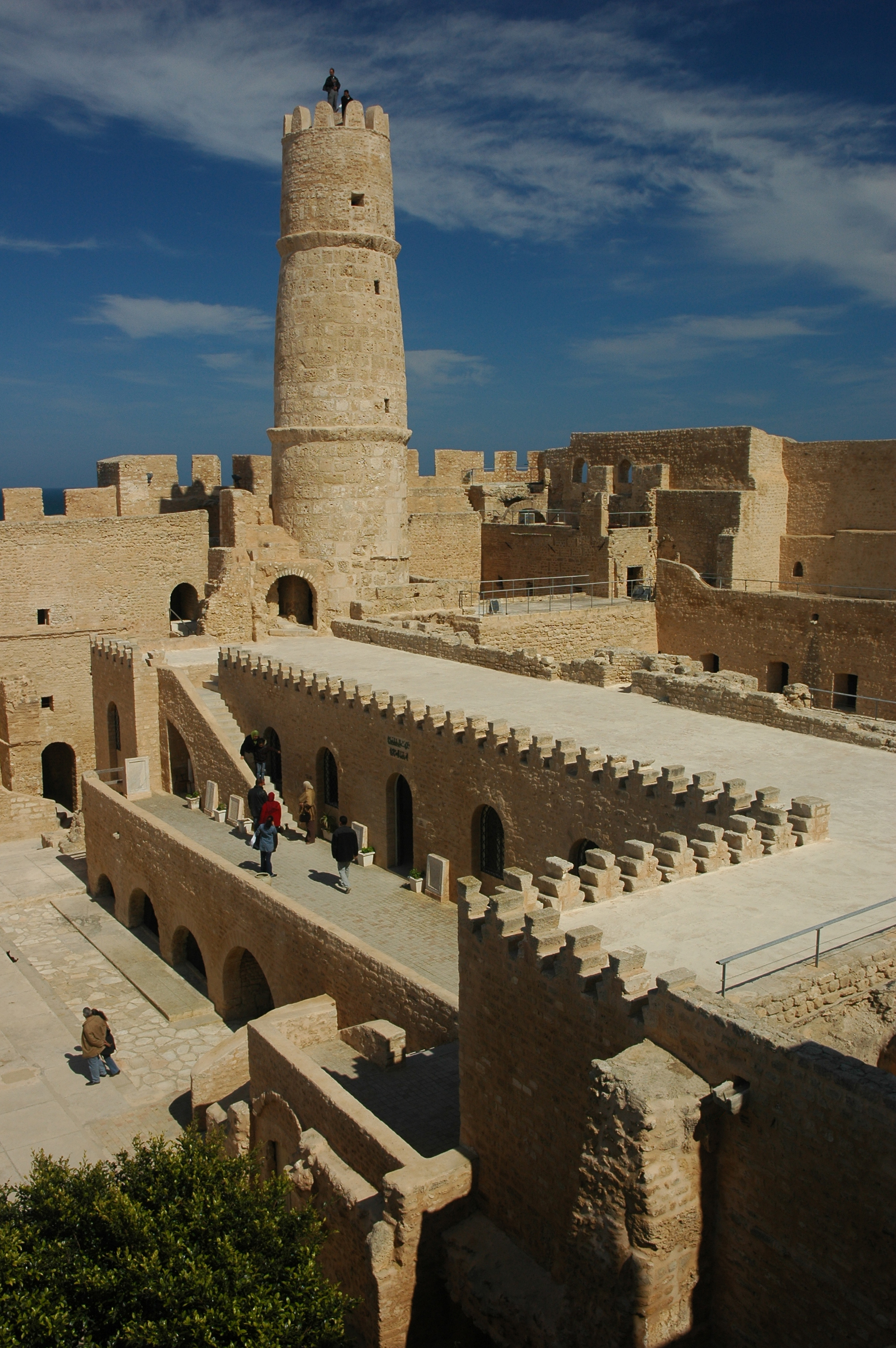
Vue du musée et de la tour vigie depuis l'étage supérieur.
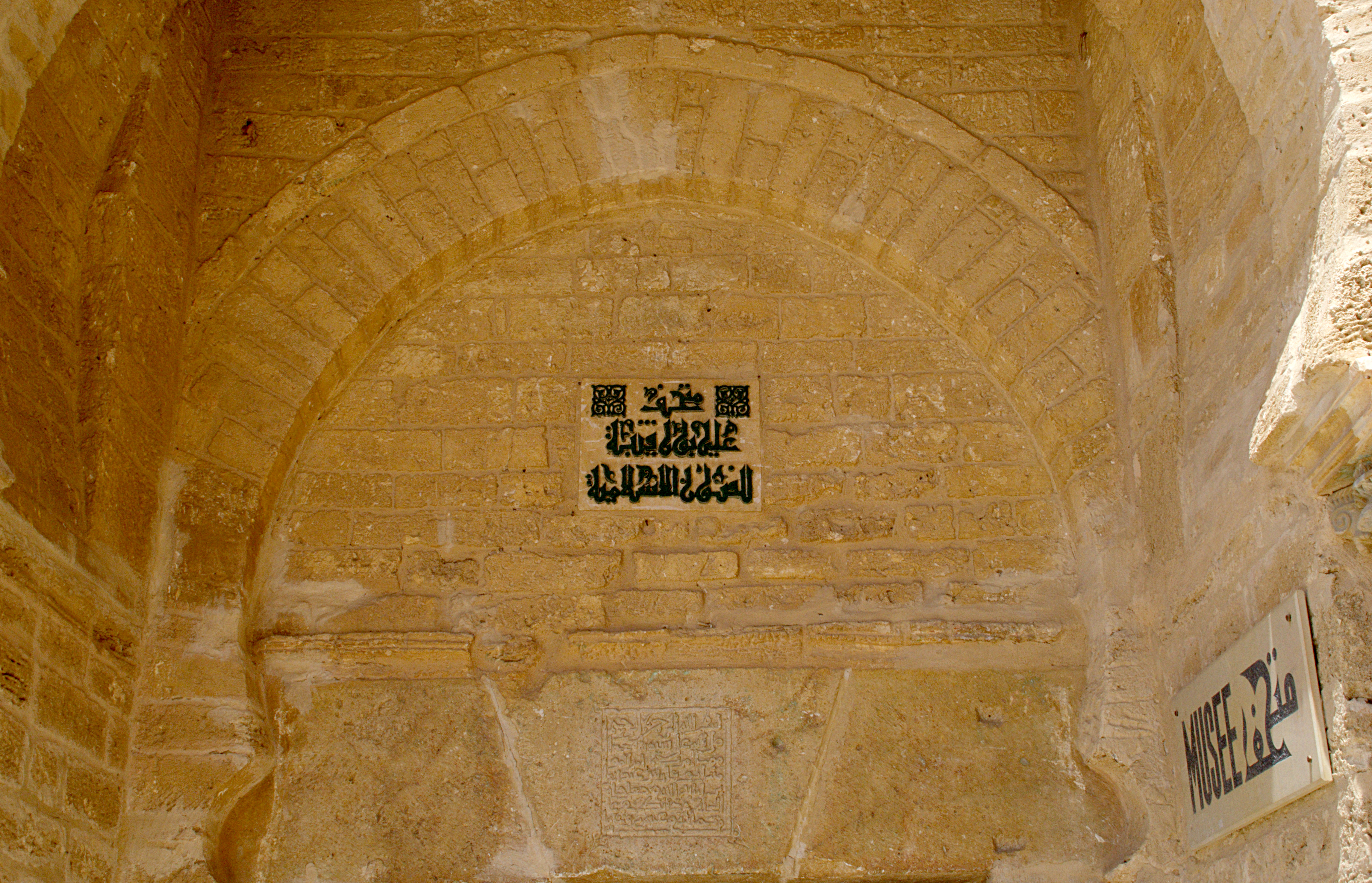
Plaque du musée.
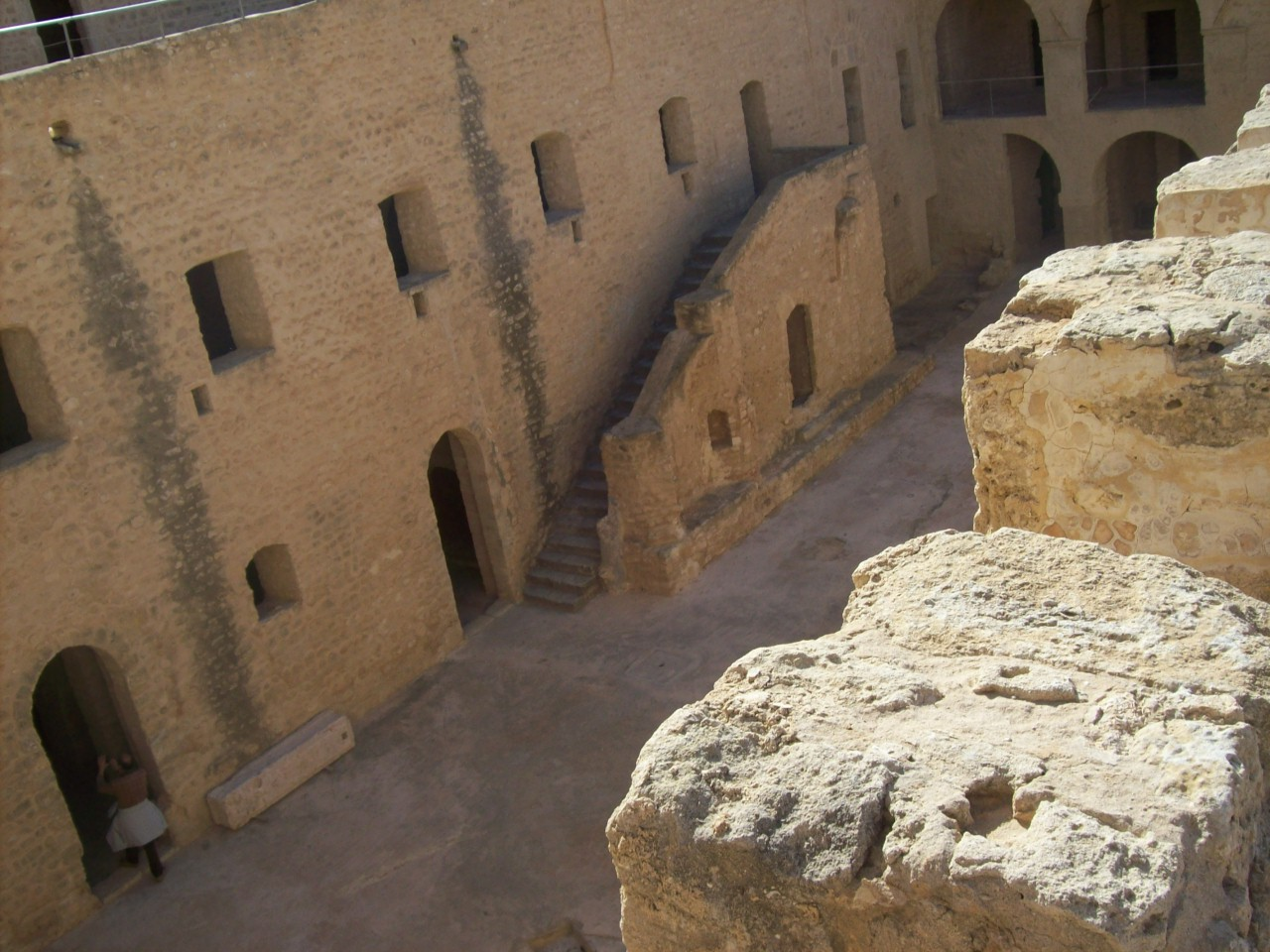
Vue de la section des femmes depuis la partie restante de l'ancien ribat.
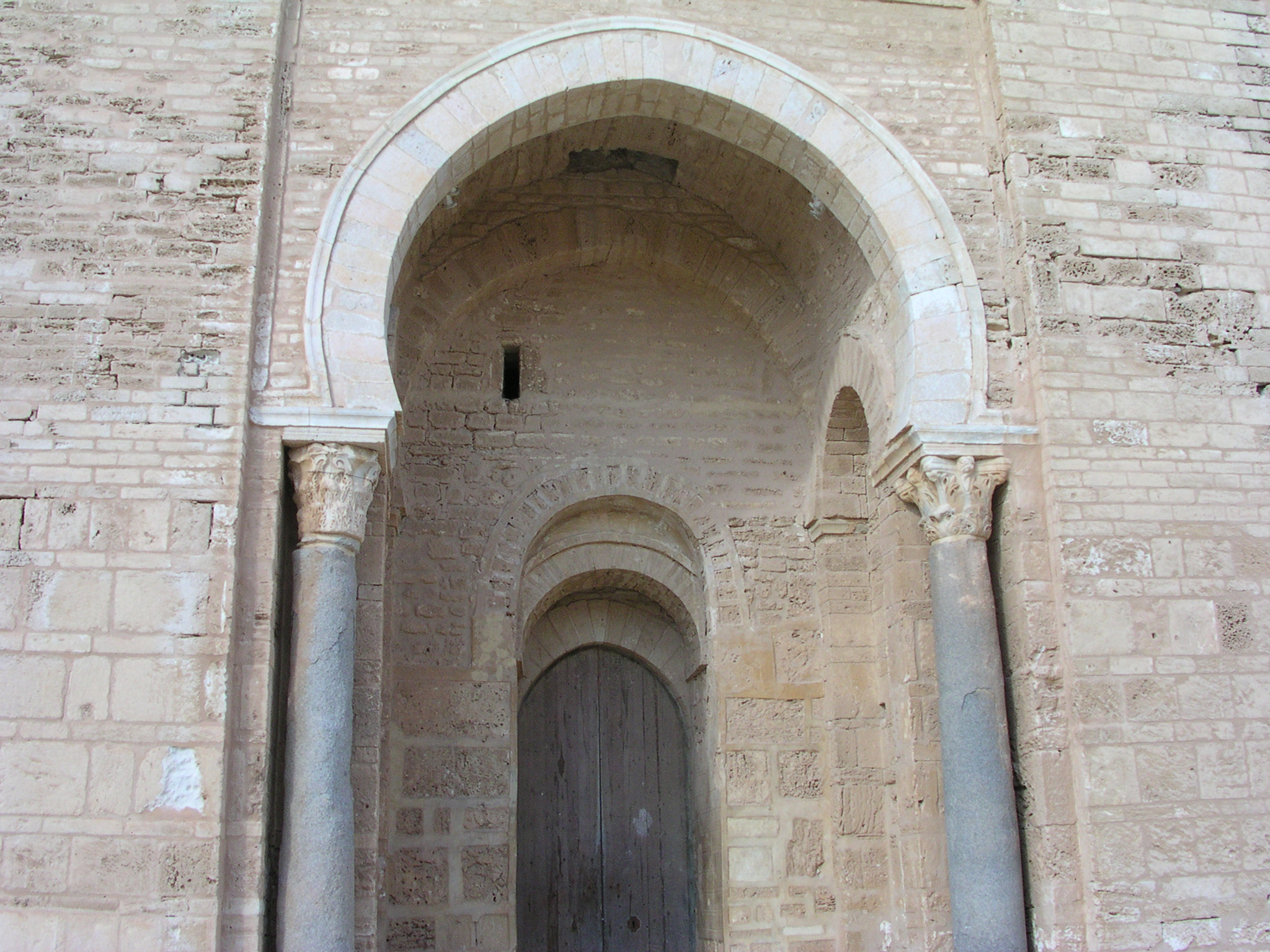
Arc outrepassé reposant sur des colonnes antiques devant l'une des entrées du ribat.
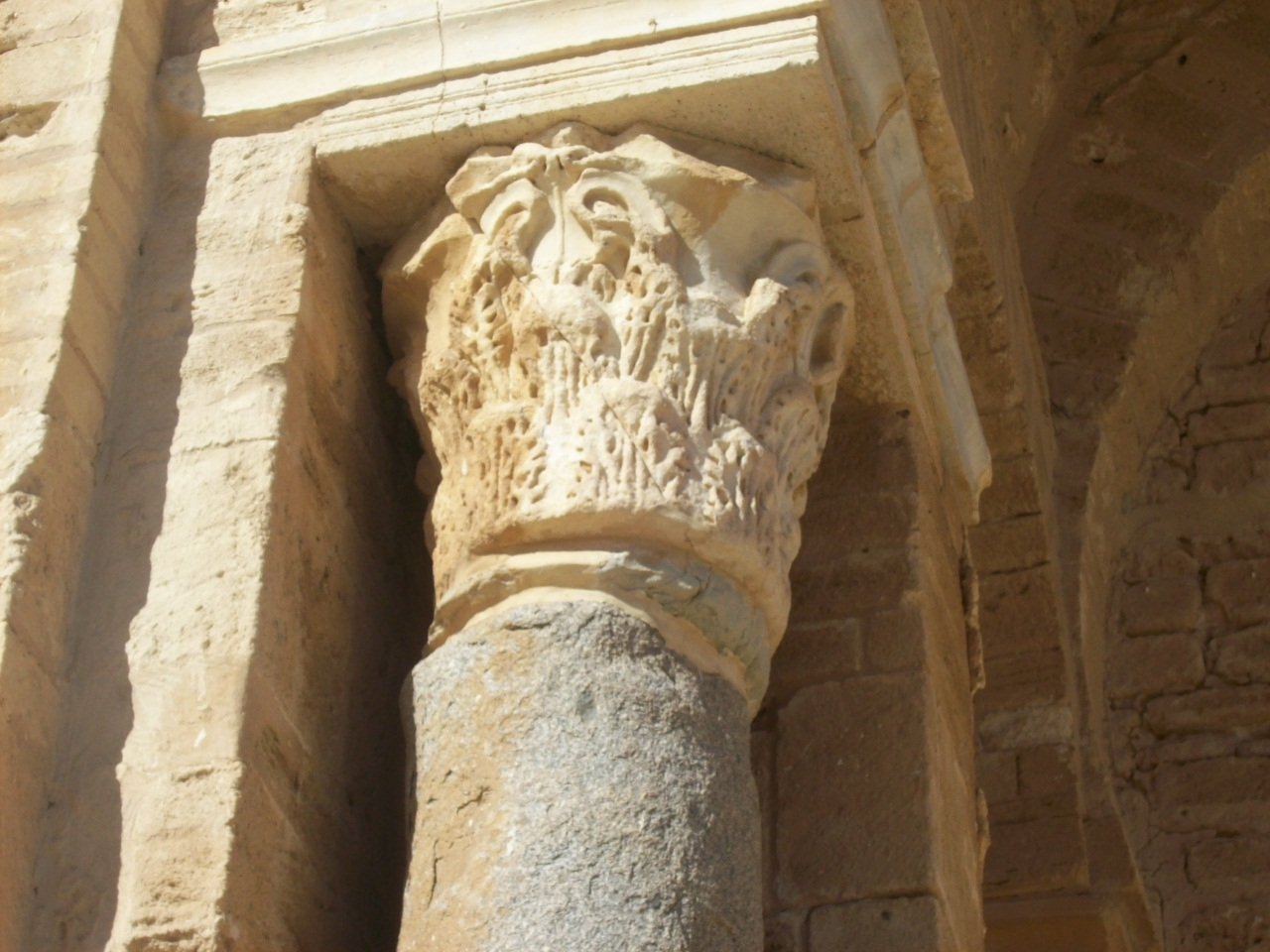
Gros plan sur l'un des deux chapiteaux de remploi de l'arc outrepassé.
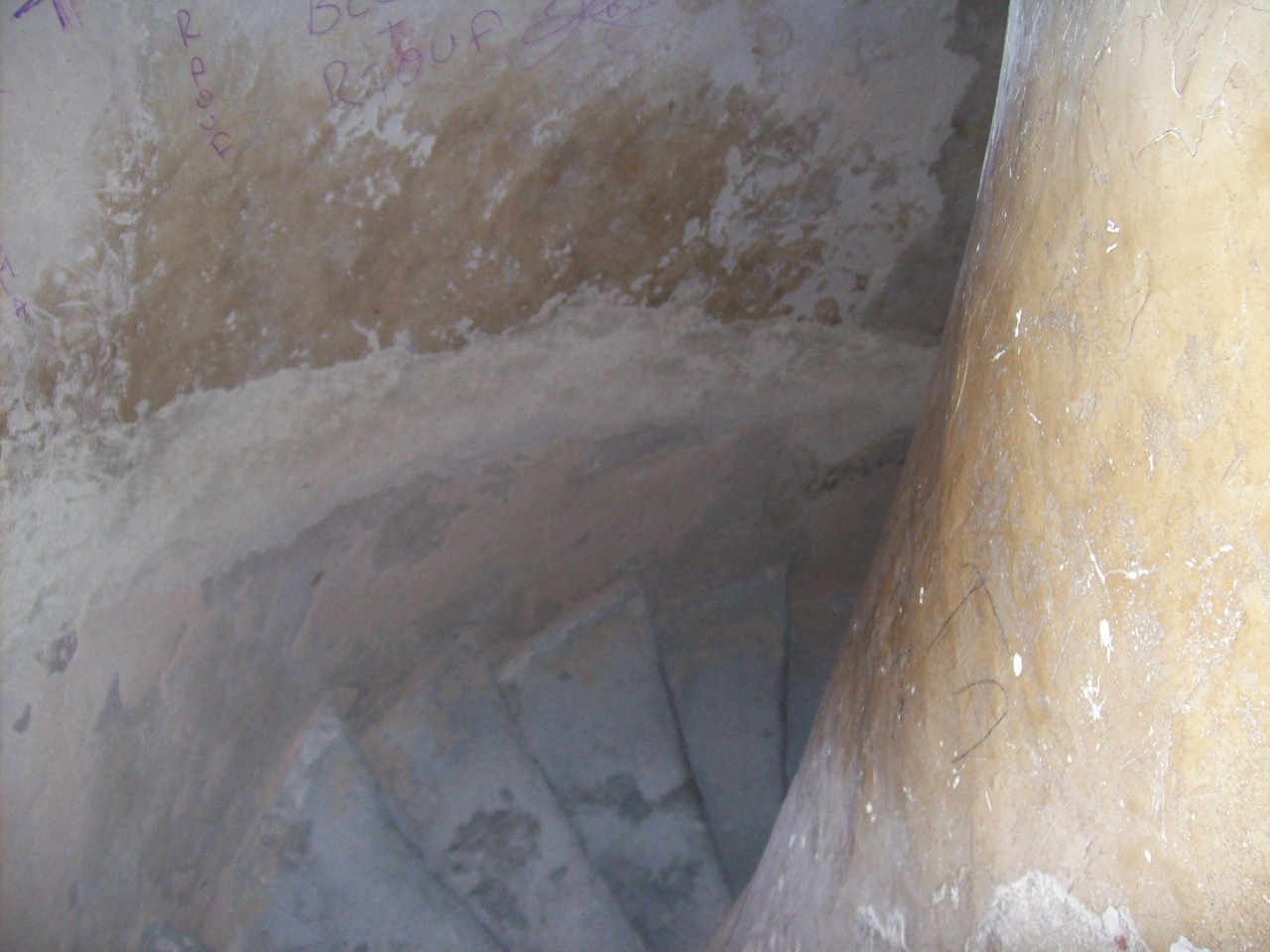
Escalier en colimaçon de la tour vigie.
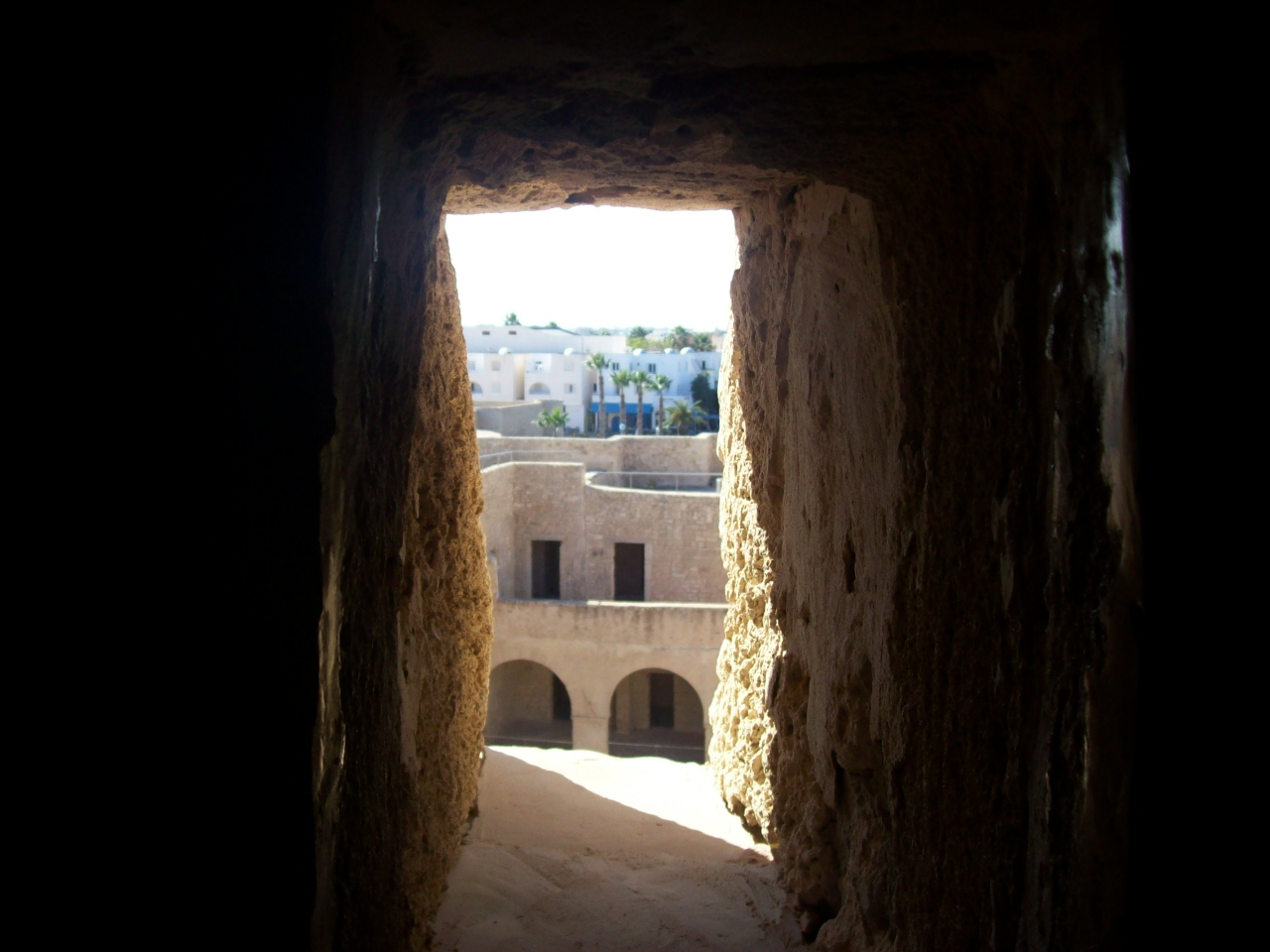
Gros plan sur une ouverture pratiquée dans le mur d'une tour du ribat.
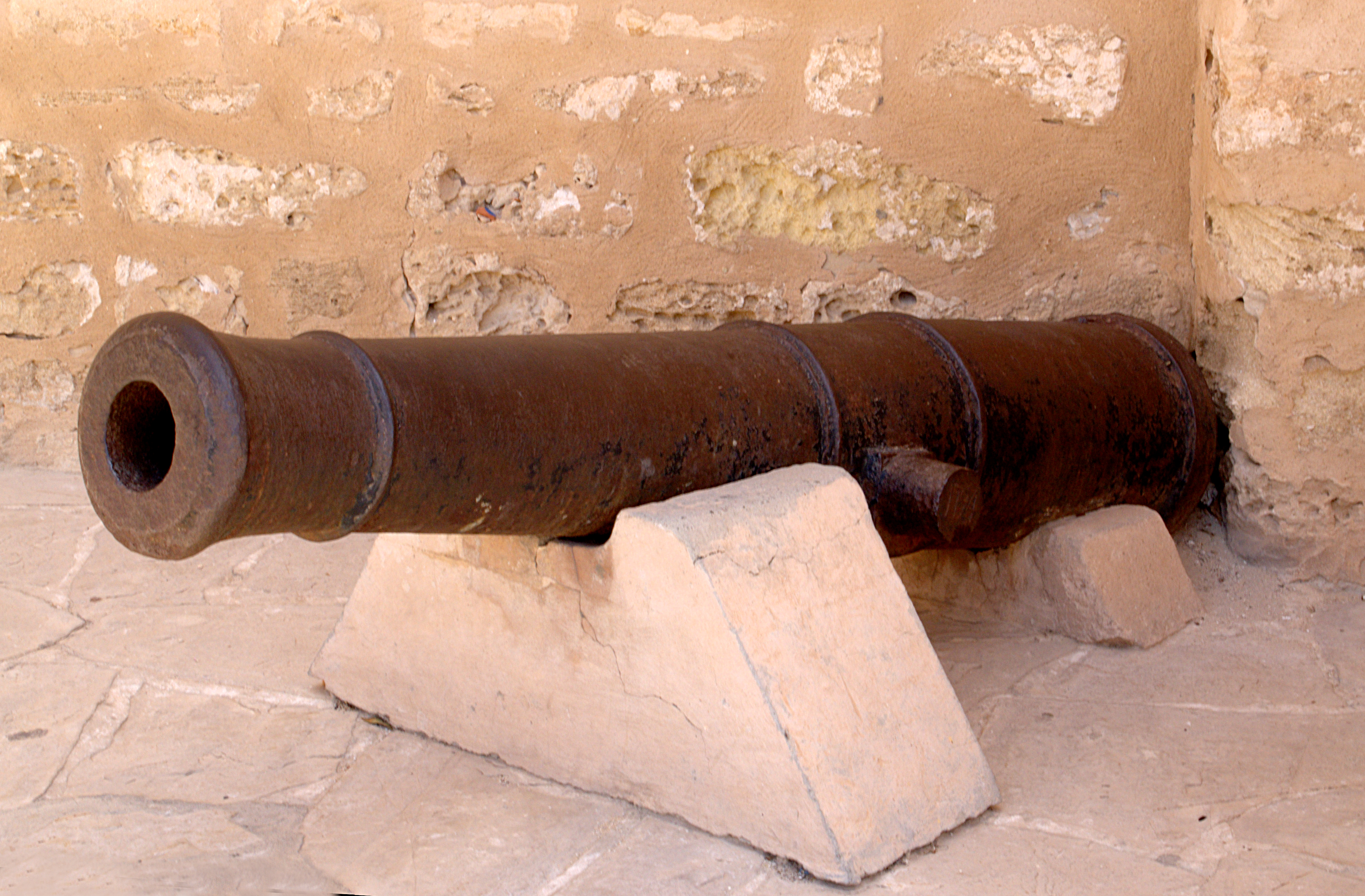
Gros plan sur un canon du ribat.

## Cinéma
Le ribat de Monastir a servi aux tournages de nombreux films dont :
- Monty Python : La Vie de Brian de Terry Jones, sorti en 1979 ;
- Deux heures moins le quart avant Jésus-Christ de Jean Yanne, sorti en 1982.